# 10. december
10. december er dag 344 i året i den gregorianske kalender (dag 345 i skudår). Der er 21 dage tilbage af året.
- Dagens navn er Judith.
- FN's menneskerettighedsdag.
- Nobeldagen.

### Begivenheder
Født - Dødsfald
- 1520 - På torvet i Wittenberg brænder Martin Luther den pavelige bulle, som forkynder hans udstødelse af den katolske kirke.
- 1621 - Danmarks første forordning om lærlingeforhold.
- 1770 - Johann Friedrich Struensee afskediger alle ministrene og fjerner dermed geheimekonseillet (dvs "regeringen"), sådan at magten kommer til at ligge hos ham selv.
- 1799 - Som det første land indfører Frankrig meteren som enhed for længde.
- 1868 - Verdens første trafiklys opsat ved parlamentet i London tages i brug.
- 1817 - Mississippi bliver den 20. stat i USA.
- 1898 - Den spansk-amerikanske krig afsluttes med, at Filippinerne afstås til USA.
- 1901 - Den første uddeling af nobelprisen finder sted, bl.a. til Wilhelm Röntgen, Tyskland og Henri Dunant, Schweiz. Efter stifterens ønske foretages overrækkelsen af den svenske konge.
- 1903 - Marie Curie modtager som første kvinde nobelprisen.
- 1903   - USA indgår aftale med Cuba om langtidsleje af Guantanamo Bay på det sydlige Cuba.
- 1948 - Verdenserklæringen om Menneskerettighederne underskrives i FN.
- 1964 - Martin Luther King får Nobels fredspris.
- 1993 - Computerspillet Doom frigives.
- 2005 - Et oliedepot springer i luften nord for London, Storbritannien.

### Født
- 1748 - Ove Malling, dansk gehejmestatsminister og historiker (død 1829).
- 1804 - Carl Gustav Jakob Jacobi, tysk matematiker (død 1851).
- 1822 - César Franck, belgisk-fransk komponist og organist (død 1890).
- 1830 - Emily Dickinson, amerikansk digter (død 1886).
- 1847 - Adolph Woermann, tysk forretningsmand og politiker (død 1911)
- 1891 - Nelly Sachs, tysk forfatter og modtager af Nobelprisen i litteratur (død 1970).
- 1899 - Kai Lindberg, dansk politiker (død 1985).
- 1908 - Olivier Messiaen, fransk komponist og organist (død 1992).
- 1914 - Astrid Henning-Jensen, dansk filminstruktør (død 2002).
- 1920 - Ragnhild Hveger, dansk svømmestjerne (død 2011).
- 1924 - Ralph Oppenhejm, dansk forfatter (død 2008).
- 1930 - Ib Monty, dansk filmanmelder og tidligere direktør for Det danske Filmmuseum.
- 1935 - Søren Rode, dansk skuespiller (død 2023).
- 1938 - Jens Maigaard, dansk forfatter, konsulent og tidligere folketingsmedlem (død 2018).
- 1939 - Yvonne Ingdal, dansk skuespillerinde og sangerinde (død 2022).
- 1940 - Christian Braad Thomsen, dansk filminstruktør og forfatter.
- 1942 - Erik Ove, dansk journalist og kommunikationsrådgiver.
- 1942   - Palle "Cigar" Laursen, dansk jazzmusiker.
- 1943 - Jette Drewsen, dansk forfatter.
- 1948 - Jan Erik Messmann, dansk skuespiller og sanger.
- 1957 - Paul Hardcastle, engelsk musiker.
- 1960 - Jens Brygmann, dansk skuespiller.
- 1974 - Meg White, amerikansk sangerinde.
- 1978 - Summer Phoenix, amerikansk skuespillerinde.
- 1980 - Sarah Chang, amerikansk violinist.
- 1983 - Xavier Samuel, australsk skuespiller.
- 1985 - Charlie Adam, skotsk fodboldspiller.
- 1988 - Neven Subotić, serbisk fodboldspiller.
- 1996 - Jonas Vingegaard, dansk cykelrytter.

### Dødsfald
- 1865 - Leopold 1., belgisk konge (født 1790).
- 1896 - Alfred Nobel, svensk kemiker, ingeniør, opfinder og stifter af Nobelprisen (født 1833).
- 1936 - Luigi Pirandello, italiensk forfatter og modtager af Nobelprisen i litteratur (født 1867).
- 1960 - Svend Rindom, dansk (manuskript)forfatter og skuespiller (født 1884).
- 1967 - Otis Redding, amerikansk sanger (født 1941).
- 1977 - Erik Fiehn, dansk komponist og kortfilminstruktør (født 1907).
- 1978 - Asbjørn Andersen, dansk skuespiller (født 1903).
- 1978   - Edward D. Wood jr., amerikansk filminstruktør (født 1924).
- 1992 - Esther Ammundsen, dansk læge og medicinaldirektør (født 1906).
- 1996 - John Price, dansk skuespiller og instruktør (født 1913).
- 2005 - Richard Pryor, amerikansk komiker og skuespiller (født 1940).
- 2005   - Finn Ziegler, dansk violinist og kapelmester (født 1935).
- 2006 - Augusto Pinochet, chilensk general og diktator (født 1915).
- 2020 - Karla Lindholm Jensen, hidtil længstlevende dansker (født 1908).

|  | Denne datoartikel kan blive bedre, hvis der indsættes et (bedre) billede Du kan hjælpe ved at afsøge Wikimedia Commons for et passende billede eller uploade et godt billede til Wikimedia Commons iht. de tilladte licenser og indsætte det i artiklen. |